# Копанки (пам'ятка природи)
Копа́нки — ботанічна пам'ятка природи місцевого значення в Україні. Розташована в межах Калуського району Івано-Франківської області, на схід від села Копанки.
Площа 36,8 га. Статус надано згідно з рішенням обласної ради народних депутатів від 17.01.2008 року № 490-18/2008. Перебуває у віданні ДП «Калуський держлісгосп» (Войнилівське лісництво, квартал № 29, виділ № 3, 7, 16).
Статус надано з метою збереження частини лісового масиву з унікальним дубовим насадженням віком близько 120 років.